# National League 1882
National League 1882 var den syvende sæson i baseballligaen National League, og ligaen havde deltagelse af otte hold. Kampene blev spillet i perioden 1. maj – 30. september 1882. Mesterskabet blev vundet af Chicago White Stockings, som vandt 55 og tabte 29 kampe, og som dermed vandt National League for fjerde gang – de tre første gange var i 1876, 1880 og 1881.
Chicago White Stockings satte ny rekord for største sejr i National League, da holdet den 24. juli 1882 vandt med 35-4 over Cleveland Blues. Dagen efter tog Blues imidlertid revanche og vandt 3-2 over Chicago. Sæsonen blev Worcesters sidste i National League. Efter sæsonen blev klubben droppet fra ligaen på grund af for lave tilskuertal, og holdet blev erstattet af Philadelphia Quakers.

## Resultater
| Plac. | Hold                    | Kampe | Vundne | Uafgj. | Tabte | Proc.  |
| ----- | ----------------------- | ----- | ------ | ------ | ----- | ------ |
| 1.    | Chicago White Stockings | 84    | 55     | -      | 29    | 65,5 % |
| 2.    | Providence Grays        | 84    | 52     | -      | 32    | 61,9 % |
| 3.    | Boston                  | 85    | 45     | 1      | 39    | 53,6 % |
| 4.    | Buffalo Bisons          | 84    | 45     | -      | 39    | 53,6 % |
| 5.    | Cleveland Blues         | 84    | 42     | 2      | 40    | 51,2 % |
| 6.    | Detroit Wolverines      | 86    | 42     | 3      | 41    | 50,6 % |
| 7.    | Troy Trojans            | 85    | 35     | 2      | 48    | 42,2 % |
| 8.    | Worcester               | 84    | 18     | -      | 66    | 21,4 % |